# William Howitt
William Howitt [ejtsd: hóit] (Heanor, Derbyshire, 1792. december 18. – Róma, 1879. március 3.) brit író, történész, szakíró.

## Pályája
Eleinte patikus volt Nottinghamben, aztán sokat utazott, főképp Németországban, végül pedig a spiritizmus felé fordult. Írt novellákat, művelődéstörténelmi és archeológiai munkákat, regényt. Neje Mary Howitt (leánynevén Botham) angol írónő volt, akivel 1821. április 16-án kötött házasságot.

## Művei
- The book of the seasons (1831)
- Popular history of priestcraft (1833)
- Tales of Pantika (1835)
- Rural life in England (1836)
- Colonization and christianity (1838)
- The boy's country book (1839)
- Visits to remarkable places etc. (1840, 1842, 1856)
- The student life of Germany (1841)
- The rural and domestic life of Germany (1842)
- German experiences (1844)
- The aristocracy of England (1846)
- Homes and haunts of the British poets (1847)
- The hall and the Hamlet (1847)
- Madam Dorington of the Dene (1851)
- A boy's adventures in the wilds of Australia (1854)
- Land, labour and gold, or two years in Victoria (1855)
- Tallangetta, the squatter's home (1857)
- Illustrated history of England (1861, 6 köt.)
- The history of the supernatural in all ages and nations (1863)
- Discovery in Australia, Tasmania and New Zealand (1865)
- The mad-war-planet, and other poems (1871)